# Katarina Srebotnik
Katarina Srebotnik, née le 12 mars 1981 à Slovenj Gradec, est une joueuse de tennis slovène, professionnelle de 1995 à 2022.
Droitière au revers à deux mains, considérée comme l'une des meilleures joueuses de double, elle fut numéro un mondiale dans cette discipline, grâce à son jeu d'attaque. En simple, elle remporte le titre junior à Wimbledon en 1998 et atteint son meilleur classement (20e) sur le circuit professionnel en 2006.
Elle a remporté quatre tournois en simple et compte trente-neuf titres WTA en double dames à son palmarès, dont Wimbledon 2011 qu'elle a remporté avec Květa Peschke ; les deux partenaires deviennent numéro un mondiales le 4 juillet à l'issue de ce prestigieux succès.
Katarina Srebotnik a enfin gagné cinq titres en double mixte (en Grand Chelem).

## Palmarès

### Titres en simple dames
| No | Date       | Nom et lieu du tournoi              | Catégorie | Dotation  | Surface      | Finaliste         | Score          |          |
| -- | ---------- | ----------------------------------- | --------- | --------- | ------------ | ----------------- | -------------- | -------- |
| 1  | 05-04-1999 | Estoril Open, Estoril               | Tier IVa  | 140 000 $ | Terre (ext.) | Rita Kuti-Kis     | 6-3, 6-1       | Parcours |
| 2  | 25-02-2002 | Abierto Mexicano Pegaso, Acapulco   | Tier III  | 200 000 $ | Terre (ext.) | Paola Suárez      | 6-71, 6-4, 6-2 | Parcours |
| 3  | 03-01-2005 | ASB Classic, Auckland               | Tier IV   | 140 000 $ | Dur (ext.)   | Shinobu Asagoe    | 5-7, 7-5, 6-4  | Parcours |
| 4  | 08-08-2005 | Nordea Nordic Light Open, Stockholm | Tier IV   | 140 000 $ | Dur (ext.)   | Anastasia Myskina | 7-5, 6-2       | Parcours |

### Finales en simple dames
| No | Date       | Nom et lieu du tournoi                   | Catégorie | Dotation  | Surface      | Vainqueure      | Score          |          |
| -- | ---------- | ---------------------------------------- | --------- | --------- | ------------ | --------------- | -------------- | -------- |
| 1  | 18-02-2002 | Copa Colsanitas, Bogota                  | Tier III  | 170 000 $ | Terre (ext.) | Fabiola Zuluaga | 6-1, 6-4       | Parcours |
| 2  | 07-07-2003 | Internazionali Femminili, Palerme        | Tier V    | 110 000 $ | Terre (ext.) | Dinara Safina   | 6-3, 6-4       | Parcours |
| 3  | 19-09-2005 | Banka Koper Slovenia Open, Portorož      | Tier IV   | 140 000 $ | Dur (ext.)   | Klára Koukalová | 6-2, 4-6, 6-3  | Parcours |
| 4  | 18-07-2006 | Western & Southern Open, Cincinnati      | Tier III  | 175 000 $ | Dur (ext.)   | Vera Zvonareva  | 6-2, 6-4       | Parcours |
| 5  | 17-09-2007 | Banka Koper Slovenia Open, Portorož      | Tier IV   | 145 000 $ | Dur (ext.)   | Tatiana Golovin | 2-6, 6-4, 6-4  | Parcours |
| 6  | 19-05-2008 | Internationaux de Strasbourg, Strasbourg | Tier III  | 175 000 $ | Terre (ext.) | Anabel Medina   | 4-6, 7-64, 6-0 | Parcours |

### Titres en double dames
| No | Date       | Nom et lieu du tournoi                        | Catégorie | Dotation     | Surface         | Partenaire          | Finalistes                                | Score             |          |
| -- | ---------- | --------------------------------------------- | --------- | ------------ | --------------- | ------------------- | ----------------------------------------- | ----------------- | -------- |
| 1  | 13-04-1998 | Makarska International Championships Makarska | Tier IV   | 107 500 $    | Terre (ext.)    | Tina Križan         | Evgenia Kulikovskaya Karin Kschwendt      | 7-6, 6-1          | Parcours |
| 2  | 10-05-1999 | Flanders Open Anvers                          | Tier IVb  | 112 500 $    | Terre (ext.)    | Laura Golarsa       | Louise Pleming Meghann Shaughnessy        | 6-4, 6-2          | Parcours |
| 3  | 12-07-1999 | Torneo Internazionale Palerme                 | Tier IVa  | 142 500 $    | Terre (ext.)    | Tina Križan         | Åsa Carlsson Sonya Jeyaseelan             | 4-6, 6-3, 6-0     | Parcours |
| 4  | 10-04-2000 | Estoril Open Lisbonne                         | Tier IVa  | 140 000 $    | Terre (ext.)    | Tina Križan         | Amanda Hopmans Cristina Torrens           | 6-0, 7-69         | Parcours |
| 5  | 10-09-2001 | Big Island Championships Waikoloa             | Tier IV   | 140 000 $    | Dur (ext.)      | Tina Križan         | Els Callens Nicole Pratt                  | 6-2, 6-3          | Parcours |
| 6  | 17-02-2003 | Copa Colsanitas Bogota                        | Tier III  | 170 000 $    | Terre (ext.)    | Åsa Svensson        | Tina Križan Tatiana Perebiynis            | 6-2, 6-1          | Parcours |
| 7  | 04-10-2004 | AIG Japan Open Tennis Championships Tokyo     | Tier III  | 170 000 $    | Dur (ext.)      | Shinobu Asagoe      | Jennifer Hopkins Mashona Washington       | 6-1, 6-4          | Parcours |
| 8  | 03-01-2005 | ASB Classic Auckland                          | Tier IV   | 140 000 $    | Dur (ext.)      | Shinobu Asagoe      | Leanne Baker Francesca Lubiani            | 6-3, 6-3          | Parcours |
| 9  | 25-07-2005 | Tippmix Grand Prix Budapest                   | Tier IV   | 140 000 $    | Terre (ext.)    | Émilie Loit         | Lourdes Domínguez Lino Marta Marrero      | 6-1, 3-6, 6-2     | Parcours |
| 10 | 08-08-2005 | Nordea Nordic Light Open Stockholm            | Tier IV   | 140 000 $    | Dur (ext.)      | Émilie Loit         | Eva Birnerová Mara Santangelo             | 6-4, 6-3          | Parcours |
| 11 | 24-10-2005 | Gaz de France Stars Hasselt                   | Tier III  | 170 000 $    | Moquette (int.) | Émilie Loit         | Michaëlla Krajicek Ágnes Szávay           | 6-3, 6-4          | Parcours |
| 12 | 13-02-2006 | Diamond Proximus Games Anvers                 | Tier II   | 600 000 $    | Moquette (int.) | Dinara Safina       | Stéphanie Foretz Michaëlla Krajicek       | 6-1, 6-1          | Parcours |
| 13 | 03-04-2006 | Bausch & Lomb Championships Amelia Island     | Tier II   | 600 000 $    | Terre (ext.)    | Shinobu Asagoe      | Liezel Huber Sania Mirza                  | 6-2, 6-4          | Parcours |
| 14 | 01-01-2007 | Australian Women's HC Gold Coast              | Tier III  | 175 000 $    | Dur (ext.)      | Dinara Safina       | Iveta Benešová Galina Voskoboeva          | 6-3, 6-4          | Parcours |
| 15 | 02-04-2007 | Bausch & Lomb Championships Amelia Island     | Tier II   | 600 000 $    | Terre (ext.)    | Mara Santangelo     | Anabel Medina Virginia Ruano Pascual      | 6-3, 7-64         | Parcours |
| 16 | 13-08-2007 | Coupe Rogers American Express Toronto         | Tier I    | 1 340 000 $  | Dur (ext.)      | Ai Sugiyama         | Cara Black Liezel Huber                   | 6-4, 2-6, [10-5]  | Parcours |
| 17 | 24-03-2008 | Sony Ericsson Open Miami                      | Tier I    | 3 770 000 $  | Dur (ext.)      | Ai Sugiyama         | Cara Black Liezel Huber                   | 7-5, 4-6, [10-3]  | Parcours |
| 18 | 14-04-2008 | Family Circle Cup Charleston                  | Tier I    | 1 340 000 $  | Terre (ext.)    | Ai Sugiyama         | Edina Gallovits Olga Govortsova           | 6-2, 6-2          | Parcours |
| 19 | 06-10-2008 | Kremlin Cup Moscou                            | Tier I    | 1 340 000 $  | Dur (int.)      | Nadia Petrova       | Cara Black Liezel Huber                   | 6-4, 6-4          | Parcours |
| 20 | 20-10-2008 | Generali Ladies Linz                          | Tier II   | 600 000 $    | Dur (int.)      | Ai Sugiyama         | Cara Black Liezel Huber                   | 6-4, 7-5          | Parcours |
| 21 | 12-10-2009 | Generali Ladies Linz                          | Intern'l  | 220 000 $    | Dur (int.)      | Anna-Lena Grönefeld | Klaudia Jans Alicja Rosolska              | 6-1, 6-4          | Parcours |
| 22 | 10-03-2010 | BNP Paribas Open Indian Wells                 | PREMIER*  | 4 500 000 $  | Dur (ext.)      | Květa Peschke       | Nadia Petrova Samantha Stosur             | 6-4, 2-6, [10-5]  | Parcours |
| 23 | 23-08-2010 | Pilot Pen Tennis at Yale New Haven            | Premier   | 600 000 $    | Dur (ext.)      | Květa Peschke       | Bethanie Mattek-Sands Meghann Shaughnessy | 7-5, 6-0          | Parcours |
| 24 | 03-01-2011 | ASB Classic Auckland                          | Intern'l  | 220 000 $    | Dur (ext.)      | Květa Peschke       | Sofia Arvidsson Marina Eraković           | 6-3, 6-0          | Parcours |
| 25 | 21-02-2011 | Qatar Ladies Open Doha                        | Premier   | 721 000 $    | Dur (ext.)      | Květa Peschke       | Liezel Huber Nadia Petrova                | 7-5, 6-72, [10-8] | Parcours |
| 26 | 13-06-2011 | AEGON International Eastbourne                | Premier   | 618 000 $    | Gazon (ext.)    | Květa Peschke       | Liezel Huber Lisa Raymond                 | 6-3, 6-0          | Parcours |
| 27 | 20-06-2011 | The Championships Wimbledon                   | G. Chelem | 10 141 303 $ | Gazon (ext.)    | Květa Peschke       | Sabine Lisicki Samantha Stosur            | 6-3, 6-1          | Parcours |
| 28 | 01-08-2011 | Mercury Insurance Open Carlsbad               | Premier   | 721 000 $    | Dur (ext.)      | Květa Peschke       | Raquel Kops-Jones Abigail Spears          | 6-0, 6-2          | Parcours |
| 29 | 03-10-2011 | China Open Pékin                              | PREMIER*  | 4 500 000 $  | Dur (ext.)      | Květa Peschke       | Gisela Dulko Flavia Pennetta              | 6-3, 6-4          | Parcours |
| 30 | 08-01-2012 | Apia International Sydney                     | Premier   | 637 000 $    | Dur (ext.)      | Květa Peschke       | Liezel Huber Lisa Raymond                 | 6-1, 4-6, [13-11] | Parcours |
| 31 | 07-01-2013 | Apia International Sydney                     | Premier   | 690 000 $    | Dur (ext.)      | Nadia Petrova       | Sara Errani Roberta Vinci                 | 6-3, 6-4          | Parcours |
| 32 | 18-03-2013 | Sony Open Tennis Miami                        | PREMIER*  | 5 185 625 $  | Dur (ext.)      | Nadia Petrova       | Lisa Raymond Laura Robson                 | 6-1, 7-62         | Parcours |
| 33 | 17-06-2013 | AEGON International Eastbourne                | Premier   | 690 000 $    | Gazon (ext.)    | Nadia Petrova       | Monica Niculescu Klára Zakopalová         | 6-3, 6-3          | Parcours |
| 34 | 05-08-2013 | Coupe Rogers Toronto                          | Premier 5 | 2 369 000 $  | Dur (ext.)      | Jelena Janković     | Anna-Lena Grönefeld Květa Peschke         | 5-7, 6-2, [10-6]  | Parcours |
| 35 | 12-05-2014 | Internazionali BNL d'Italia Rome              | Premier 5 | 2 628 800 $  | Terre (ext.)    | Květa Peschke       | Sara Errani Roberta Vinci                 | 4-0, ab.          | Parcours |
| 36 | 21-06-2015 | AEGON International Eastbourne                | Premier   | 731 000 $    | Gazon (ext.)    | Caroline Garcia     | Chan Yung-Jan Zheng Jie                   | 7-65, 6-2         | Parcours |
| 37 | 13-02-2017 | Qatar Total Open Doha                         | Premier   | 776 000 $    | Dur (ext.)      | Abigail Spears      | Olga Savchuk Yaroslava Shvedova           | 6-3, 7-67         | Parcours |
| 38 | 02-04-2018 | Volvo Car Open Charleston                     | Premier   | 800 000 $    | Terre (ext.)    | Alla Kudryavtseva   | Andreja Klepač María José Martínez        | 6-3, 6-3          | Parcours |
| 39 | 20-05-2018 | Nürnberger Versicherungscup Nuremberg         | Intern'l  | 250 000 $    | Terre (ext.)    | Demi Schuurs        | Kirsten Flipkens Johanna Larsson          | 3-6, 6-3, [10-7]  | Parcours |

### Finales en double dames
| No | Date       | Nom et lieu du tournoi                         | Catégorie | Dotation    | Surface         | Vainqueures                                | Partenaire        | Score             |          |
| -- | ---------- | ---------------------------------------------- | --------- | ----------- | --------------- | ------------------------------------------ | ----------------- | ----------------- | -------- |
| 1  | 06-07-1998 | Piberstein Styria Open Maria Lankowitz         | Tier IV   | 107 500 $   | Terre (ext.)    | Laura Montalvo Paola Suárez                | Tina Križan       | 6-1, 6-2          | Parcours |
| 2  | 20-09-1999 | SEAT Open Luxembourg                           | Tier III  | 180 000 $   | Moquette (int.) | Irina Spîrlea Caroline Vis                 | Tina Križan       | 6-1, 6-2          | Parcours |
| 3  | 01-05-2000 | Croatian Ladies Open Bol                       | Tier III  | 170 000 $   | Terre (ext.)    | Julie Halard Corina Morariu                | Tina Križan       | 6-2, 6-2          | Parcours |
| 4  | 09-10-2000 | Japan Open Tokyo                               | Tier III  | 170 000 $   | Dur (ext.)      | Julie Halard Corina Morariu                | Tina Križan       | 6-1, 6-2          | Parcours |
| 5  | 13-11-2000 | Volvo Women’s Open Pattaya                     | Tier IVb  | 110 000 $   | Dur (ext.)      | Yayuk Basuki Caroline Vis                  | Tina Križan       | 6-3, 6-3          | Parcours |
| 6  | 09-04-2001 | Estoril Open Estoril                           | Tier IV   | 140 000 $   | Terre (ext.)    | Květa Hrdličková Barbara Rittner           | Tina Križan       | 3-6, 7-5, 6-1     | Parcours |
| 7  | 13-08-2001 | Coupe Rogers AT&T Toronto                      | Tier I    | 1 200 000 $ | Dur (ext.)      | Kimberly Po Nicole Pratt                   | Tina Križan       | 6-3, 6-1          | Parcours |
| 8  | 18-02-2002 | Copa Colsanitas Bogota                         | Tier III  | 170 000 $   | Terre (ext.)    | Virginia Ruano Pascual Paola Suárez        | Tina Križan       | 6-2, 6-1          | Parcours |
| 9  | 25-02-2002 | Abierto Mexicano Pegaso Acapulco               | Tier III  | 200 000 $   | Terre (ext.)    | Virginia Ruano Pascual Paola Suárez        | Tina Križan       | 7-5, 6-1          | Parcours |
| 10 | 05-04-2004 | GP Princesse Lalla Meryem Casablanca           | Tier V    | 110 000 $   | Terre (ext.)    | Marion Bartoli Émilie Loit                 | Els Callens       | 6-4, 6-2          | Parcours |
| 11 | 17-05-2004 | Internationaux de Strasbourg Strasbourg        | Tier III  | 170 000 $   | Terre (ext.)    | Lisa McShea Milagros Sequera               | Tina Križan       | 6-4, 6-1          | Parcours |
| 12 | 19-09-2005 | Banka Koper Slovenia Open Portorož             | Tier IV   | 140 000 $   | Dur (ext.)      | Anabel Medina Roberta Vinci                | Jelena Kostanić   | 6-4, 5-7, 6-2     | Parcours |
| 13 | 01-05-2006 | J&S Cup Varsovie                               | Tier II   | 600 000 $   | Terre (ext.)    | Elena Likhovtseva Anastasia Myskina        | Anabel Medina     | 6-3, 6-4          | Parcours |
| 14 | 29-08-2006 | US Open Flushing Meadows                       | G. Chelem | 8 332 000 $ | Dur (ext.)      | Nathalie Dechy Vera Zvonareva              | Dinara Safina     | 7-65, 7-5         | Parcours |
| 15 | 16-10-2006 | Zurich Open Zurich                             | Tier I    | 1 340 000 $ | Dur (int.)      | Cara Black Rennae Stubbs                   | Liezel Huber      | 7-5, 7-5          | Parcours |
| 16 | 24-10-2006 | Generali Ladies Linz                           | Tier II   | 600 000 $   | Dur (int.)      | Lisa Raymond Samantha Stosur               | Corina Morariu    | 6-3, 6-0          | Parcours |
| 17 | 28-05-2007 | Roland-Garros Paris                            | G. Chelem | 8 978 567 $ | Terre (ext.)    | Alicia Molik Mara Santangelo               | Ai Sugiyama       | 7-65, 6-4         | Parcours |
| 18 | 25-06-2007 | The Championships Wimbledon                    | G. Chelem | 9 221 372 $ | Gazon (ext.)    | Cara Black Liezel Huber                    | Ai Sugiyama       | 3-6, 6-3, 6-2     | Parcours |
| 19 | 22-10-2007 | Generali Ladies Linz                           | Tier II   | 600 000 $   | Dur (int.)      | Cara Black Liezel Huber                    | Ai Sugiyama       | 6-2, 3-6, [10-8]  | Parcours |
| 20 | 05-11-2007 | Sony Ericsson Championships Madrid             | Masters   | 3 000 000 $ | Dur (int.)      | Cara Black Liezel Huber                    | Ai Sugiyama       | 5-7, 6-3, [10-8]  | Parcours |
| 21 | 14-02-2010 | Barclays Tennis Championships Dubaï            | Premier 5 | 2 000 000 $ | Dur (ext.)      | Nuria Llagostera Vives María José Martínez | Květa Peschke     | 7-65, 6-4         | Parcours |
| 22 | 26-04-2010 | Porsche Tennis Grand Prix Stuttgart            | Premier   | 700 000 $   | Terre (int.)    | Gisela Dulko Flavia Pennetta               | Květa Peschke     | 3-6, 7-63, [10-5] | Parcours |
| 23 | 23-05-2010 | Roland-Garros Paris                            | G. Chelem | 9 938 926 $ | Terre (ext.)    | Serena Williams Venus Williams             | Květa Peschke     | 6-2, 6-3          | Parcours |
| 24 | 14-06-2010 | AEGON International Eastbourne                 | Premier   | 600 000 $   | Gazon (ext.)    | Lisa Raymond Rennae Stubbs                 | Květa Peschke     | 6-2, 2-6, [13-11] | Parcours |
| 25 | 16-08-2010 | Coupe Rogers Montréal                          | Premier 5 | 2 000 000 $ | Dur (ext.)      | Gisela Dulko Flavia Pennetta               | Květa Peschke     | 7-5, 3-6, [12-10] | Parcours |
| 26 | 11-10-2010 | Generali Ladies Linz                           | Intern'l  | 220 000 $   | Dur (int.)      | Renata Voráčová Barbora Z. Strýcová        | Květa Peschke     | 7-5, 7-66         | Parcours |
| 27 | 26-10-2010 | WTA Championships Doha                         | Masters   | 4 550 000 $ | Dur (ext.)      | Gisela Dulko Flavia Pennetta               | Květa Peschke     | 7-5, 6-4          | Parcours |
| 28 | 09-01-2011 | Medibank International Sydney                  | Premier   | 618 000 $   | Dur (ext.)      | Iveta Benešová Barbora Z. Strýcová         | Květa Peschke     | 4-6, 6-4, [10-7]  | Parcours |
| 29 | 14-02-2011 | Duty Free Tennis Championships Dubaï           | Premier 5 | 2 050 000 $ | Dur (ext.)      | Liezel Huber María José Martínez           | Květa Peschke     | 7-65, 6-3         | Parcours |
| 30 | 30-04-2011 | Mutua Madrid Open Madrid                       | PREMIER*  | 4 500 000 $ | Terre (ext.)    | Victoria Azarenka Maria Kirilenko          | Květa Peschke     | 6-4, 6-3          | Parcours |
| 31 | 25-10-2011 | TEB BNP Paribas WTA Championships Istanbul     | Masters   | 4 900 000 $ | Dur (int.)      | Liezel Huber Lisa Raymond                  | Květa Peschke     | 6-4, 6-4          | Parcours |
| 32 | 06-08-2012 | Coupe Rogers Montréal                          | Premier 5 | 2 168 400 $ | Dur (ext.)      | Klaudia Jans-Ignacik Kristina Mladenovic   | Nadia Petrova     | 7-5, 2-6, [10-7]  | Parcours |
| 33 | 13-08-2012 | Western & Southern Open Cincinnati             | Premier 5 | 2 168 400 $ | Dur (ext.)      | Andrea Hlaváčková Lucie Hradecká           | Zheng Jie         | 6-1, 6-3          | Parcours |
| 34 | 11-02-2013 | Qatar Total Open 2013 Doha                     | Premier 5 | 2 369 000 $ | Dur (ext.)      | Sara Errani Roberta Vinci                  | Nadia Petrova     | 2-6, 6-3, [10-6]  | Parcours |
| 35 | 18-02-2013 | Duty Free Tennis Championships Dubaï           | Premier   | 2 000 000 $ | Dur (ext.)      | Bethanie Mattek-Sands Sania Mirza          | Nadia Petrova     | 6-4, 2-6, [10-7]  | Parcours |
| 36 | 04-03-2013 | BNP Paribas Open Indian Wells                  | PREMIER*  | 6 020 268 $ | Dur (ext.)      | Ekaterina Makarova Elena Vesnina           | Nadia Petrova     | 6-0, 5-7, [10-6]  | Parcours |
| 37 | 18-08-2013 | New Haven Open at Yale New Haven               | Premier   | 690 000 $   | Dur (ext.)      | Sania Mirza Zheng Jie                      | Anabel Medina     | 6-3, 6-4          | Parcours |
| 38 | 10-02-2014 | Qatar Total Open 2014 Doha                     | Premier 5 | 2 440 070 $ | Dur (ext.)      | Hsieh Su-Wei Peng Shuai                    | Květa Peschke     | 6-4, 6-0          | Parcours |
| 39 | 04-01-2015 | Brisbane International by Suncorp Brisbane     | Premier   | 1 000 000 $ | Dur (ext.)      | Martina Hingis Sabine Lisicki              | Caroline Garcia   | 6-2, 7-5          | Parcours |
| 40 | 20-04-2015 | Porsche Tennis Grand Prix Stuttgart            | Premier   | 731 000 $   | Terre (int.)    | Bethanie Mattek-Sands Lucie Šafářová       | Caroline Garcia   | 6-4, 6-3          | Parcours |
| 41 | 10-08-2015 | Rogers Cup by National Bank Toronto            | Premier 5 | 2 513 000 $ | Dur (ext.)      | Bethanie Mattek-Sands Lucie Šafářová       | Caroline Garcia   | 6-1, 6-2          | Parcours |
| 42 | 24-04-2017 | Porsche Tennis Grand Prix Stuttgart            | Premier   | 776 000 $   | Terre (int.)    | Raquel Atawo Jeļena Ostapenko              | Abigail Spears    | 6-4, 6-4          | Parcours |
| 43 | 29-01-2018 | St. Petersburg Ladies Trophy Saint-Pétersbourg | Premier   | 799 000 $   | Dur (int.)      | Timea Bacsinszky Vera Zvonareva            | Alla Kudryavtseva | 2-6, 6-1, [10-3]  | Parcours |

### Titres en double mixte
| No | Date       | Nom et lieu du tournoi    | Catégorie | Dotation     | Surface      | Partenaire     | Finalistes                         | Score             |          |
| -- | ---------- | ------------------------- | --------- | ------------ | ------------ | -------------- | ---------------------------------- | ----------------- | -------- |
| 1  | 24-05-1999 | Roland-Garros Paris       | G. Chelem | 4 407 123 $  | Terre (ext.) | Piet Norval    | Larisa Neiland Rick Leach          | 6-3, 3-6, 6-3     | Parcours |
| 2  | 25-08-2003 | US Open Flushing Meadows  | G. Chelem | 6 682 980 $  | Dur (ext.)   | Bob Bryan      | Lina Krasnoroutskaïa Daniel Nestor | 5-7, 7-5, [10-5]  | Parcours |
| 3  | 29-05-2006 | Roland-Garros Paris       | G. Chelem | 6 747 626 $  | Terre (ext.) | Nenad Zimonjić | Elena Likhovtseva Daniel Nestor    | 6-3, 6-4          | Parcours |
| 4  | 23-05-2010 | Roland-Garros Paris       | G. Chelem | 9 938 926 $  | Terre (ext.) | Nenad Zimonjić | Yaroslava Shvedova Julian Knowle   | 4-6, 7-65, [11-9] | Parcours |
| 5  | 17-01-2011 | Australian Open Melbourne | G. Chelem | 10 366 780 $ | Dur (ext.)   | Daniel Nestor  | Chan Yung-Jan Paul Hanley          | 6-3, 3-6, [10-7]  | Parcours |

### Finales en double mixte
| No | Date       | Nom et lieu du tournoi      | Catégorie | Dotation     | Surface      | Vainqueures                        | Partenaire     | Score             |          |
| -- | ---------- | --------------------------- | --------- | ------------ | ------------ | ---------------------------------- | -------------- | ----------------- | -------- |
| 1  | 26-08-2002 | US Open Flushing Meadows    | G. Chelem | 6 261 690 $  | Dur (ext.)   | Lisa Raymond Mike Bryan            | Bob Bryan      | 7-69, 7-61        | Parcours |
| 2  | 29-08-2005 | US Open Flushing Meadows    | G. Chelem | 7 147 042 $  | Dur (ext.)   | Daniela Hantuchová Mahesh Bhupathi | Nenad Zimonjić | 6-4, 6-2          | Parcours |
| 3  | 28-05-2007 | Roland-Garros Paris         | G. Chelem | 8 978 567 $  | Terre (ext.) | Nathalie Dechy Andy Ram            | Nenad Zimonjić | 7-5, 6-3          | Parcours |
| 4  | 25-05-2008 | Roland-Garros Paris         | G. Chelem | 9 711 335 $  | Terre (ext.) | Victoria Azarenka Bob Bryan        | Nenad Zimonjić | 6-2, 7-64         | Parcours |
| 5  | 23-06-2008 | The Championships Wimbledon | G. Chelem | 10 524 070 $ | Gazon (ext.) | Samantha Stosur Bob Bryan          | Mike Bryan     | 7-5, 6-4          | Parcours |
| 6  | 22-05-2011 | Roland-Garros Paris         | G. Chelem | 10 676 582 $ | Terre (ext.) | Casey Dellacqua Scott Lipsky       | Nenad Zimonjić | 7-66, 4-6, [10-7] | Parcours |

## Parcours en Grand Chelem

### En simple dames
| Année | Open d'Australie | Open d'Australie | Internationaux de France | Internationaux de France | Wimbledon       | Wimbledon          | US Open         | US Open           |
| ----- | ---------------- | ---------------- | ------------------------ | ------------------------ | --------------- | ------------------ | --------------- | ----------------- |
| 1999  | —                | —                | 2e tour (1/32)           | Arantxa Sánchez          | 1er tour (1/64) | Sarah Pitkowski    | 1er tour (1/64) | Alexia Dechaume   |
| 2000  | 1er tour (1/64)  | Jana Nejedly     | 2e tour (1/32)           | Giulia Casoni            | 1er tour (1/64) | Patricia Wartusch  | 1er tour (1/64) | Virginia Ruano    |
| 2001  | Q3               | Nuria Llagostera | 2e tour (1/32)           | Serena Williams          | Q1              | Julia Vakulenko    | 2e tour (1/32)  | Nathalie Tauziat  |
| 2002  | 2e tour (1/32)   | Amélie Mauresmo  | 4e tour (1/8)            | Jelena Dokić             | 1er tour (1/64) | Lisa Raymond       | 2e tour (1/32)  | Iva Majoli        |
| 2003  | 3e tour (1/16)   | Justine Henin    | 2e tour (1/32)           | Marissa Irvin            | 2e tour (1/32)  | Venus Williams     | 2e tour (1/32)  | Tina Pisnik       |
| 2004  | 1er tour (1/64)  | Virginia Ruano   | 3e tour (1/16)           | Fabiola Zuluaga          | 2e tour (1/32)  | Denisa Chládková   | 2e tour (1/32)  | Silvia Farina     |
| 2005  | 1er tour (1/64)  | Elena Baltacha   | 1er tour (1/64)          | Lindsay Davenport        | 3e tour (1/16)  | Maria Sharapova    | 2e tour (1/32)  | Mary Pierce       |
| 2006  | 2e tour (1/32)   | Mara Santangelo  | 3e tour (1/16)           | Dinara Safina            | 3e tour (1/16)  | Daniela Hantuchová | 3e tour (1/16)  | Lindsay Davenport |
| 2007  | 3e tour (1/16)   | Nicole Vaidišová | 3e tour (1/16)           | Shahar Peer              | 3e tour (1/16)  | Daniela Hantuchová | 2e tour (1/32)  | Maria Kirilenko   |
| 2008  | 3e tour (1/16)   | Ana Ivanović     | 4e tour (1/8)            | Patty Schnyder           | 1er tour (1/64) | Julia Görges       | 4e tour (1/8)   | Patty Schnyder    |
| 2009  | —                | —                | —                        | —                        | —               | —                  | 1er tour (1/64) | Nadia Petrova     |
| 2010  | —                | —                | 1er tour (1/64)          | Klára Zakopalová         | —               | —                  | —               | —                 |

N.B. : à droite du résultat se trouve le nom de l'ultime adversaire.

### En double dames
| Année | Open d'Australie             | Open d'Australie                  | Internationaux de France       | Internationaux de France    | Wimbledon                      | Wimbledon                     | US Open                        | US Open                       |
| ----- | ---------------------------- | --------------------------------- | ------------------------------ | --------------------------- | ------------------------------ | ----------------------------- | ------------------------------ | ----------------------------- |
| 1998  | —                            | —                                 | 2e tour (1/16) Tina Križan     | L. Davenport N. Zvereva     | 2e tour (1/16) Tina Križan     | M. Hingis Jana Novotná        | 1er tour (1/32) Tina Križan    | Erika de Lone Nicole Pratt    |
| 1999  | —                            | —                                 | 3e tour (1/8) Liezel Huber     | M. Hingis A. Kournikova     | 1/2 finale Liezel Huber        | L. Davenport C. Morariu       | 2e tour (1/16) Tina Križan     | A. Fusai N. Tauziat           |
| 2000  | 1er tour (1/32) Tina Križan  | T. Garbin K. Marosi               | 2e tour (1/16) Tina Križan     | M. de Swardt Navrátilová    | 1er tour (1/32) Tina Križan    | A. Ellwood Alicia Molik       | 2e tour (1/16) Debbie Graham   | Anke Huber B. Schett          |
| 2001  | 2e tour (1/16) Y. Basting    | S. Asagoe Yuka Yoshida            | 1er tour (1/32) Tina Križan    | Janet Lee W. Prakusya       | 2e tour (1/16) Tina Križan     | K. Habšudová D. Hantuchová    | 1/4 de finale Tina Križan      | Cara Black Likhovtseva        |
| 2002  | 1/4 de finale Tina Križan    | D. Hantuchová A. Sánchez          | 1er tour (1/32) Tina Križan    | S. Asagoe T. Musgrave       | 1/4 de finale Tina Križan      | S. Williams V. Williams       | 1er tour (1/32) Tina Križan    | K. Boogert M. Oremans         |
| 2003  | 1er tour (1/32) Tina Križan  | R. McQuillan Meilen Tu            | 2e tour (1/16) Tina Križan     | Iva Majoli Tulyaganova      | 2e tour (1/16) Tina Križan     | S. Asagoe Nana Miyagi         | 3e tour (1/8) Tina Križan      | Cara Black Likhovtseva        |
| 2004  | 3e tour (1/8) Tina Križan    | S. Kuznetsova Likhovtseva         | 2e tour (1/16) Tina Križan     | S. Asagoe Rika Fujiwara     | 1er tour (1/32) E. Daniilídou  | J. Russell M. Santangelo      | 2e tour (1/16) E. Daniilídou   | J. Husárová C. Martínez       |
| 2005  | 3e tour (1/8) S. Asagoe      | D. Hantuchová Navrátilová         | 1/4 de finale S. Asagoe        | Nadia Petrova Shaughnessy   | 3e tour (1/8) S. Asagoe        | A.-L. Grönefeld Navrátilová   | 3e tour (1/8) S. Asagoe        | Lisa Raymond S. Stosur        |
| 2006  | 1/2 finale S. Asagoe         | Yan Zi Zheng Jie                  | 1er tour (1/32) S. Asagoe      | E. Gagliardi M. Santangelo  | 1er tour (1/32) S. Asagoe      | E. Gagliardi M. Santangelo    | Finale Dinara Safina           | N. Dechy V. Zvonareva         |
| 2007  | 3e tour (1/8) Dinara Safina  | Chan Yung-jan Chuang C-j.         | Finale Ai Sugiyama             | Alicia Molik M. Santangelo  | Finale Ai Sugiyama             | Cara Black Liezel Huber       | 1/4 de finale Ai Sugiyama      | N. Dechy Dinara Safina        |
| 2008  | 2e tour (1/16) Ai Sugiyama   | S. Williams V. Williams           | 2e tour (1/16) Ai Sugiyama     | A. Harkleroad G. Voskoboeva | 2e tour (1/16) Ai Sugiyama     | Raquel Kops A. Spears         | 1/2 finale Ai Sugiyama         | Lisa Raymond S. Stosur        |
| 2009  | —                            | —                                 | —                              | —                           | —                              | —                             | 2e tour (1/16) Chan Yung-jan   | S. Williams V. Williams       |
| 2010  | —                            | —                                 | Finale Květa Peschke           | S. Williams V. Williams     | 1/4 de finale Květa Peschke    | Vania King Y. Shvedova        | 3e tour (1/8) Květa Peschke    | B. Mattek Shaughnessy         |
| 2011  | 1/2 finale Květa Peschke     | V. Azarenka M. Kirilenko          | 1/4 de finale Květa Peschke    | A. Hlaváčková L. Hradecká   | Victoire Květa Peschke         | S. Lisicki S. Stosur          | 1/4 de finale Květa Peschke    | M. Kirilenko Nadia Petrova    |
| 2012  | 2e tour (1/16) Květa Peschke | Kudryavtseva E. Makarova          | 1/4 de finale Květa Peschke    | A. Hlaváčková L. Hradecká   | 2e tour (1/16) Květa Peschke   | F. Pennetta F. Schiavone      | 1er tour (1/32) Zheng Jie      | Eva Birnerová R. Oprandi      |
| 2013  | 3e tour (1/8) Nadia Petrova  | S. Williams V. Williams           | 1/2 finale Nadia Petrova       | Sara Errani Roberta Vinci   | 1/4 de finale Nadia Petrova    | A.-L. Grönefeld Květa Peschke | 1/4 de finale Nadia Petrova    | A. Hlaváčková L. Hradecká     |
| 2014  | 1/2 finale Květa Peschke     | Sara Errani Roberta Vinci         | 1/4 de finale Květa Peschke    | G. Muguruza Carla Suárez    | 1er tour (1/32) Květa Peschke  | A. Petkovic M. Rybáriková     | 1/4 de finale Květa Peschke    | M. Hingis F. Pennetta         |
| 2015  | 3e tour (1/8) C. Garcia      | B. Mattek L. Šafářová             | 3e tour (1/8) C. Garcia        | C. Dellacqua Y. Shvedova    | 2e tour (1/16) C. Garcia       | A.-L. Grönefeld C. Vandeweghe | 1/4 de finale C. Garcia        | A.-L. Grönefeld C. Vandeweghe |
| 2016  | 2e tour (1/16) Tímea Babos   | Hsieh Su-wei Kalashnikova         | 3e tour (1/8) Andreja Klepač   | A. Hlaváčková L. Hradecká   | 1er tour (1/32) Andreja Klepač | S. Williams V. Williams       | 1/4 de finale Andreja Klepač   | E. Makarova Elena Vesnina     |
| 2017  | 3e tour (1/8) Zheng Saisai   | C. Garcia K. Mladenovic           | 2e tour (1/16) Abigail Spears  | I.-C. Begu Zheng Saisai     | 1er tour (1/32) Abigail Spears | B. Haddad Maia Ana Konjuh     | 1er tour (1/32) Abigail Spears | Kayla Day C. Dolehide         |
| 2018  | 3e tour (1/8) Chan Hao-ching | Latisha Chan Sestini Hlaváčková   | 1/4 de finale L. Arruabarrena  | A. Hlaváčková B. Strýcová   | 3e tour (1/8) Vania King       | G. Dabrowski Xu Yifan         | 1er tour (1/32) Vania King     | N. Stojanović Fanny Stollár   |
| 2019  | 1/4 de finale Raquel Atawo   | Tímea Babos K. Mladenovic         | 2e tour (1/16) Raquel Atawo    | D. Krawczyk Jessica Pegula  | 1er tour (1/32) D. Jurak       | K. Kozlova A. Rodionova       | 1er tour (1/32) L. Marozava    | G. Dabrowski Xu Yifan         |
| 2020  | 1er tour (1/32) M. Adamczak  | G. García Pérez S. Sorribes Tormo | 1er tour (1/32) A.-L. Friedsam | J. Brady C. Dolehide        | Annulé                         | Annulé                        | —                              | —                             |

N.B. : le nom de la partenaire se trouve sous le résultat ; le nom des ultimes adversaires se trouve à droite.

### En double mixte
N.B. : le nom du partenaire se trouve sous le résultat ; le nom des ultimes adversaires se trouve à droite.

## Parcours en «Premier Mandatory» et «Premier 5»
Découlant d'une réforme du circuit WTA inaugurée en 2009, les tournois WTA « Premier Mandatory » et « Premier 5 » constituent les catégories d'épreuves les plus prestigieuses, après les quatre levées du Grand Chelem.

### En simple dames
| Année |              | Premier Mandatory         | Premier Mandatory           | Premier Mandatory | Premier Mandatory |       | Premier 5 | Premier 5                         | Premier 5                 | Premier 5                | Premier 5 | Premier 5 | Premier 5 |
| Année | Indian Wells | Miami                     | Madrid                      | Pékin             |                   | Dubaï | Rome      | Canada                            | Cincinnati                |                          | Tokyo     |           |           |
| Année | Indian Wells | Miami                     | Madrid                      | Pékin             |                   | Doha  | Rome      | Canada                            | Cincinnati                |                          | Wuhan     |           |           |
| Année | Indian Wells | Miami                     | Madrid                      | Pékin             |                   |       | Rome      | Canada                            | Cincinnati                |                          |           |           |           |
| 2010  |              | 1er tour (1/64) S. Bammer | 1er tour (1/64) P. Schnyder |                   |                   |       |           | 1er tour (1/32) A. Pavlyuchenkova | 2e tour (1/16) N. Petrova | 1er tour (1/32) Zheng J. |           |           |           |

Sous le résultat, l’ultime adversaire.

### En double dames
| Année                   | Premier Mandatory | Premier Mandatory       | Premier Mandatory | Premier Mandatory       | Premier Mandatory   | Premier Mandatory      | Premier Mandatory | Premier Mandatory | Premier 5           | Premier 5      | Premier 5    | Premier 5             | Premier 5          | Premier 5             | Premier 5               | Premier 5             | Premier 5           | Premier 5              | Premier 5         | Premier 5 | Premier 5 | Premier 5 |
| Année                   | Indian Wells      | Indian Wells            | Miami             | Miami                   | Madrid              | Madrid                 | Pékin             | Pékin             | Dubaï               | Dubaï          | Doha         | Doha                  | Rome               | Rome                  | Canada                  | Canada                | Cincinnati          | Cincinnati             | Tokyo             | Tokyo     | Wuhan     | Wuhan     |
| ----------------------- | ----------------- | ----------------------- | ----------------- | ----------------------- | ------------------- | ---------------------- | ----------------- | ----------------- | ------------------- | -------------- | ------------ | --------------------- | ------------------ | --------------------- | ----------------------- | --------------------- | ------------------- | ---------------------- | ----------------- | --------- | --------- | --------- |
| 2010                    |                   |                         |                   |                         |                     |                        |                   |                   |                     |                |              |                       |                    |                       |                         |                       |                     |                        |                   |           |           |           |
| Victoire Peschke        | Petrova Stosur    | —                       | —                 | 1er tour (1/16) Peschke | Dulko Pennetta      | 1/4 de finale Peschke  | Chuang Govortsova | Finale Peschke    | Llagostera Martínez |                |              | 2e tour (1/8) Peschke | Dushevina Jans     | Finale Peschke        | Dulko Pennetta          | 2e tour (1/8) Peschke | Azarenka Kirilenko  | 1/4 de finale Peschke  | Benešová Strýcová |           |           |           |
| 2011                    |                   |                         |                   |                         |                     |                        |                   |                   |                     |                |              |                       |                    |                       |                         |                       |                     |                        |                   |           |           |           |
| 1er tour (1/16) Peschke | Jans Rosolska     | 1er tour (1/16) Peschke | Peer Peng         | Finale Peschke          | Azarenka Kirilenko  | Victoire Peschke       | Dulko Pennetta    | Finale Peschke    | Huber Martínez      |                |              | 1/2 finale Peschke    | King Shvedova      | 2e tour (1/8) Peschke | Llagostera Parra        | 1/2 finale Peschke    | Grandin Uhlířová    | —                      | —                 |           |           |           |
| 2012                    |                   |                         |                   |                         |                     |                        |                   |                   |                     |                |              |                       |                    |                       |                         |                       |                     |                        |                   |           |           |           |
| —                       | —                 | 1er tour (1/16) Peschke | Dulko Suárez      | 1/4 de finale Peschke   | Llagostera Martínez | 1/2 finale Zheng       | Llagostera Mirza  |                   |                     | —              | —            | 2e tour (1/8) Peschke | Pennetta Schiavone | Finale Petrova        | Jans-Ignacik Mladenovic | Finale Zheng          | Hlaváčková Hradecká | 1/4 de finale Zheng    | Kops-Jones Spears |           |           |           |
| 2013                    |                   |                         |                   |                         |                     |                        |                   |                   |                     |                |              |                       |                    |                       |                         |                       |                     |                        |                   |           |           |           |
| Finale Petrova          | Makarova Vesnina  | Victoire Petrova        | Raymond Robson    | 2e tour (1/8) Petrova   | Husárová Lisicki    | 2e tour (1/8) Janković | Dushevina Parra   |                   |                     | Finale Petrova | Errani Vinci | 1/2 finale Petrova    | Hsieh Peng         | Victoire Janković     | Grönefeld Peschke       | 1/4 de finale Chan    | Hsieh Peng          | 1/4 de finale Janković | Chan Huber        |           |           |           |
| 2014                    |                   |                         |                   |                         |                     |                        |                   |                   |                     |                |              |                       |                    |                       |                         |                       |                     |                        |                   |           |           |           |
| 1/4 de finale Peschke   | Hradecká Zheng    | 1/4 de finale Peschke   | Black Mirza       | 2e tour (1/8) Peschke   | Muguruza Suárez     |                        |                   |                   |                     | Finale Peschke | Hsieh Peng   |                       |                    |                       |                         |                       |                     |                        |                   |           |           |           |

N.B. : le nom de la partenaire se trouve sous le résultat ; le nom des ultimes adversaires se trouve à droite.

## Parcours aux Masters

### En double dames
| # | Date       | Nom de l'édition                              | ($)       | Surface    | Résultat               | Partenaire      | Ultimes adversaires                   | Score            |          |
| - | ---------- | --------------------------------------------- | --------- | ---------- | ---------------------- | --------------- | ------------------------------------- | ---------------- | -------- |
| 1 | 29/10/2001 | Sanex Championships Munich                    | 3 000 000 | Dur (int.) | 1/4 de finale          | Tina Križan     | Lisa Raymond Rennae Stubbs            | 6-3, 6-4         | Parcours |
| 2 | 04/11/2002 | Home Depot Championships Los Angeles          | 3 000 000 | Dur (int.) | 1/4 de finale          | Tina Križan     | Elena Dementieva Janette Husárová     | 6-3, 4-6, 6-2    | Parcours |
| 3 | 05/11/2007 | Sony Ericsson Championships Madrid            | 3 000 000 | Dur (int.) | Finale                 | Ai Sugiyama     | Cara Black Liezel Huber               | 5-7, 6-3, [10-8] | Parcours |
| 4 | 04/11/2008 | Sony Ericsson Championships Doha              | 4 450 000 | Dur (ext.) | 1/2 finale             | Ai Sugiyama     | Květa Peschke Rennae Stubbs           | 6-3, 2-6, [10-4] | Parcours |
| 5 | 26/10/2010 | WTA Championships Doha                        | 4 550 000 | Dur (ext.) | Finale                 | Květa Peschke   | Gisela Dulko Flavia Pennetta          | 7-5, 6-4         | Parcours |
| 6 | 25/10/2011 | TEB BNP Paribas WTA Championships Istanbul    | 4 900 000 | Dur (int.) | Finale                 | Květa Peschke   | Liezel Huber Lisa Raymond             | 6-4, 6-4         | Parcours |
| 7 | 21/10/2013 | TEB BNP Paribas WTA Championships Istanbul    | 6 000 000 | Dur (int.) | 1/2 finale             | Nadia Petrova   | Hsieh Su-Wei Peng Shuai               | 7-65, 6-2        | Parcours |
| 8 | 20/10/2014 | BNP Paribas WTA Finals Singapour              | 6 500 000 | Dur (int.) | 1/2 finale             | Květa Peschke   | Cara Black Sania Mirza                | 4-6, 7-5, [11-9] | Parcours |
| 9 | 25/10/2015 | BNP Paribas WTA Finals by SC Global Singapour | 7 000 000 | Dur (int.) | Round Robin (défaite)  | Caroline Garcia | Chan Hao-Ching Chan Yung-Jan          | 6-4, 7-65        | Parcours |
| 9 | 25/10/2015 | BNP Paribas WTA Finals by SC Global Singapour | 7 000 000 | Dur (int.) | Round Robin (défaite)  | Caroline Garcia | Garbiñe Muguruza Carla Suárez Navarro | 7-5, 6-2         | Parcours |
| 9 | 25/10/2015 | BNP Paribas WTA Finals by SC Global Singapour | 7 000 000 | Dur (int.) | Round Robin (victoire) | Caroline Garcia | Bethanie Mattek Lucie Šafářová        | 6-2, 3-0, ab.    | Parcours |

## Parcours aux Jeux olympiques

### En simple dames
| # | Date       | Nom de l'olympiade           | Surface    | Résultat        | Ultime adversaire | Score     |          |
| - | ---------- | ---------------------------- | ---------- | --------------- | ----------------- | --------- | -------- |
| 1 | 19/09/2000 | Olympic Tennis Event Sydney  | Dur (ext.) | 1er tour (1/32) | Karina Habšudová  | 6-3, 7-67 | Parcours |
| 2 | 15/08/2004 | Olympic Tennis Event Athènes | Dur (ext.) | 2e tour (1/16)  | Alicia Molik      | 7-5, 6-4  | Parcours |

### En double dames
| # | Date       | Nom de l'olympiade             | Surface      | Résultat        | Partenaire     | Ultimes adversaires                 | Score         |          |
| - | ---------- | ------------------------------ | ------------ | --------------- | -------------- | ----------------------------------- | ------------- | -------- |
| 1 | 19/09/2000 | Olympic Tennis Event Sydney    | Dur (ext.)   | 1er tour (1/16) | Tina Križan    | Elena Likhovtseva Anastasia Myskina | 7-64, 6-3     | Parcours |
| 2 | 15/08/2004 | Olympic Tennis Event Athènes   | Dur (ext.)   | 1er tour (1/16) | Tina Križan    | Nathalie Dechy Sandrine Testud      | 7-5, 6-3      | Parcours |
| 3 | 28/07/2012 | Olympic Tennis Event Wimbledon | Gazon (ext.) | 2e tour (1/8)   | Andreja Klepač | Sara Errani Roberta Vinci           | 7-5, 4-6, 6-4 | Parcours |

## Parcours en Fed Cup
| #                                                                   | Date       | Lieu         | Surface      | Gagnante(s)                          | Perdante(s)                      | Score           |          |
|                                                                     |            |              |              |                                      |                                  |                 |          |
| 1999 - Barrage (groupe mondial II) - Biélorussie - Slovénie - 3 : 0 |            |              |              |                                      |                                  |                 |          |
| 1                                                                   | 21/07/1999 | Amsterdam    | Dur (ext.)   | Natasha Zvereva                      | Katarina Srebotnik               | 7-5, 6-0        | Parcours |
| 1                                                                   | 21/07/1999 | Amsterdam    | Dur (ext.)   | Olga Barabanschikova Natasha Zvereva | Tina Križan Katarina Srebotnik   | 3-6, 6-3, 6-1   | Parcours |
|                                                                     |            |              |              |                                      |                                  |                 |          |
| 1999 - Barrage (groupe mondial II) - Japon - Slovénie - 2 : 1       |            |              |              |                                      |                                  |                 |          |
| 2                                                                   | 22/07/1999 | Amsterdam    | Dur (ext.)   | Ai Sugiyama                          | Katarina Srebotnik               | 6-1, 6-2        | Parcours |
| 2                                                                   | 22/07/1999 | Amsterdam    | Dur (ext.)   | Shinobu Asagoe Ai Sugiyama           | Tina Križan Katarina Srebotnik   | 6-2, 6-2        | Parcours |
|                                                                     |            |              |              |                                      |                                  |                 |          |
| 1999 - Barrage (groupe mondial II) - Pays-Bas - Slovénie - 1 : 2    |            |              |              |                                      |                                  |                 |          |
| 3                                                                   | 23/07/1999 | Amsterdam    | Dur (ext.)   | Kristie Boogert                      | Katarina Srebotnik               | 2-6, 7-62, 10-8 | Parcours |
| 3                                                                   | 23/07/1999 | Amsterdam    | Dur (ext.)   | Tina Pisnik Katarina Srebotnik       | Manon Bollegraf Caroline Vis     | 6-0, 2-6, 9-7   | Parcours |
|                                                                     |            |              |              |                                      |                                  |                 |          |
| 2003 - 1er tour (groupe mondial) - Argentine - Slovénie - 2 : 3     |            |              |              |                                      |                                  |                 |          |
| 4                                                                   | 25/04/2003 | Buenos Aires | Terre (ext.) | Katarina Srebotnik                   | Natalia Garbellotto              | 6-1, 6-2        | Parcours |
| 4                                                                   | 25/04/2003 | Buenos Aires | Terre (ext.) | Katarina Srebotnik                   | María Emilia Salerni             | 6-3, 6-71, 6-1  | Parcours |
|                                                                     |            |              |              |                                      |                                  |                 |          |
| 2003 - 1/4 de finale (groupe mondial) - Slovénie - Russie - 0 : 5   |            |              |              |                                      |                                  |                 |          |
| 5                                                                   | 19/07/2003 | Portorož     | Terre (ext.) | Elena Dementieva                     | Katarina Srebotnik               | 6-1, 6-3        | Parcours |
| 5                                                                   | 19/07/2003 | Portorož     | Terre (ext.) | Elena Bovina                         | Katarina Srebotnik               | 7-64, 6-2       | Parcours |
| 5                                                                   | 19/07/2003 | Portorož     | Terre (ext.) | Elena Dementieva Anastasia Myskina   | Tina Križan Katarina Srebotnik   | 6-2, 6-3        | Parcours |
|                                                                     |            |              |              |                                      |                                  |                 |          |
| 2004 - 1er tour (groupe mondial) - Slovénie - États-Unis - 1 : 4    |            |              |              |                                      |                                  |                 |          |
| 6                                                                   | 24/04/2004 | Portorož     | Terre (ext.) | Venus Williams                       | Katarina Srebotnik               | 6-1, 6-2        | Parcours |
| 6                                                                   | 24/04/2004 | Portorož     | Terre (ext.) | Lisa Raymond                         | Katarina Srebotnik               | 5-7, 6-3, 6-4   | Parcours |
| 6                                                                   | 24/04/2004 | Portorož     | Terre (ext.) | Martina Navrátilová Lisa Raymond     | Tina Križan Katarina Srebotnik   | 6-1, 1-6, 6-0   | Parcours |
|                                                                     |            |              |              |                                      |                                  |                 |          |
| 2004 - Barrage (groupe mondial I) - Indonésie - Slovénie - 4 : 1    |            |              |              |                                      |                                  |                 |          |
| 7                                                                   | 10/07/2004 | Jakarta      | Dur (ext.)   | Angelique Widjaja                    | Katarina Srebotnik               | 6-4, 6-3        | Parcours |
|                                                                     |            |              |              |                                      |                                  |                 |          |
| 2005 - Barrage (groupe mondial II) - Chine - Slovénie - 4 : 1       |            |              |              |                                      |                                  |                 |          |
| 8                                                                   | 09/07/2005 | Pékin        | Dur (int.)   | Katarina Srebotnik                   | Zheng Jie                        | 7-65, 3-6, 6-3  | Parcours |
| 8                                                                   | 09/07/2005 | Pékin        | Dur (int.)   | Li Na                                | Katarina Srebotnik               | 6-1, 6-2        | Parcours |
|                                                                     |            |              |              |                                      |                                  |                 |          |
| 2010 - Barrage (groupe mondial II) - Slovénie - Japon - 4 : 1       |            |              |              |                                      |                                  |                 |          |
| 9                                                                   | 24/04/2010 | Maribor      | Terre (int.) | Katarina Srebotnik                   | Kimiko Date-Krumm                | 7-5, 6-1        | Parcours |
| 9                                                                   | 24/04/2010 | Maribor      | Terre (int.) | Katarina Srebotnik                   | Ayumi Morita                     | 6-1, 6-4        | Parcours |
|                                                                     |            |              |              |                                      |                                  |                 |          |
| 2011 - 1er tour (groupe mondial II) - Slovénie - Allemagne - 1 : 4  |            |              |              |                                      |                                  |                 |          |
| 10                                                                  | 05/02/2011 | Maribor      | Terre (int.) | Anna-Lena Grönefeld Tatjana Malek    | Polona Hercog Katarina Srebotnik | 7-63, 0-0, ab.  | Parcours |
|                                                                     |            |              |              |                                      |                                  |                 |          |
| 2011 - Barrage (groupe mondial II) - Slovénie - Canada - 3 : 2      |            |              |              |                                      |                                  |                 |          |
| 11                                                                  | 16/04/2011 | Koper        | Terre (ext.) | Polona Hercog Katarina Srebotnik     | Sharon Fichman Rebecca Marino    | 7-65, 6-2       | Parcours |
|                                                                     |            |              |              |                                      |                                  |                 |          |
| 2012 - Barrage (groupe mondial II) - France - Slovénie - 5 : 0      |            |              |              |                                      |                                  |                 |          |
| 12                                                                  | 21/04/2012 | Besançon     | Dur (int.)   | Stéphanie Foretz Kristina Mladenovic | Petra Rampre Katarina Srebotnik  | 6-3, 6-4        | Parcours |

## Classements WTA en fin de saison

### En simple
| Année | 1995 | 1996 | 1997 | 1998 | 1999 | 2000 | 2001 | 2002 | 2003 | 2004 | 2005 | 2006 | 2007 | 2008 | 2009 | 2010 |
| Rang  | 1029 | 530  | 308  | 370  | 63   | 119  | 98   | 36   | 39   | 87   | 28   | 23   | 27   | 20   | 424  | 316  |

Source : (en) Classements de Katarina Srebotnik sur le site officiel de la Fédération internationale de tennis

### En double
| Année | 1996 | 1997 | 1998 | 1999 | 2000 | 2001 | 2002 | 2003 | 2004 | 2005 | 2006 | 2007 | 2008 | 2009 | 2010 | 2011 | 2012 | 2013 | 2014 | 2015 | 2016 | 2017 | 2018 |
| Rang  | 453  | 200  | 77   | 26   | 33   | 20   | 30   | 38   | 49   | 25   | 7    | 4    | 4    | 123  | 6    | 2    | 16   | 6    | 10   | 14   | 27   | 35   | 22   |

Source : (en) Classements de Katarina Srebotnik sur le site officiel de la Fédération internationale de tennis